# アルティスピナクス
アルティスピナクス（Altispinax　「高い棘を持つもの」の意味）は白亜紀前期（バーレーム期）に現在のドイツに生息した大型の獣脚類恐竜の属の一つである。イングランドのヘイスティングス層（en）（バランジュ期）、パーベック層（ en ）（白亜紀前期）、下部グリーンサンド層群（en）（アプト期）やイングランドとベルギーのウィールドクレイ（en）（オーテリーブ期-バーレム期）などで発見された化石もアルティスピナクスのものとされたことがあるが、おそらくこの属のものではない 。命名に複雑な経緯があり、アルティスピナクスという名前のもとにもなった長い神経棘をもつ胴椎は、一時分離され、ベックレスピナクス（Becklespinax）と呼ばれていたが、2016年の研究では再びアルティスピナクスのものとされるようになった。

## 発見と命名

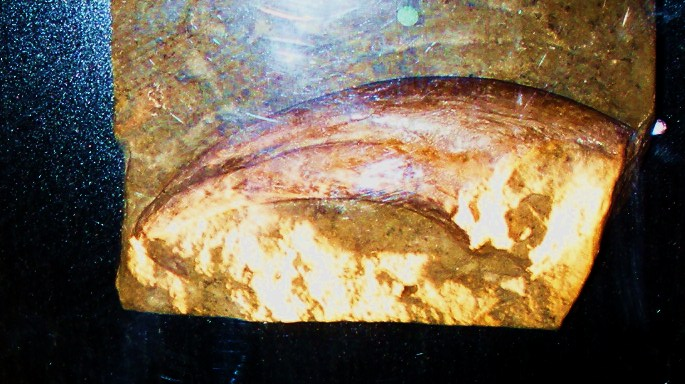
ロンドン自然史博物館に収蔵されている1926年にフォン・ヒューネにより一時的にアルティスピナクスのものとされていた足の鉤爪(BMNH 2482)

ニーダーザクセン州、オーベルンキルヒェン砂岩（en）で発見された1本の歯が、メガロサウルスの一種としてMegalosaurus dunkeriという名前でWilhelm Barnim Damesにより1884年12月16日に講演の中で命名、記載された。講演の概要は1885年に出版されたものの、1884年の版であるため、一般に1884年を記載年としている。しかし情報源の中には発表年を1887年とし、Megalosaurus dunkeri  Dames vide Koken 1887としめされているものもある。これはタイプ標本の単独の歯がErnst Kokenにより図解された再記載論文が出版された年である。種小名は以前にこの化石をオーベルンキルヒェンの主要な炭層であるダイスターにて発見した古生物学者ヴィルヘルム・ドゥンケル に献名されたものである。この標本は標本番号UM 84としてマールブルク大学に収蔵されている
1888年、リチャード・ライデッカーはイングランドの白亜紀の地層から発見され、Megalosaurus bucklandiiのものとされていた断片的な標本を再記載した。M. bucklandiiはジュラ紀の種であるためライデッカーはこの白亜紀の標本をM. dunkeriのものとした。この変更によりM. dunkeriは一般に白亜紀前期のイングランドの獣脚類として考えられるようになった。1923年、フリードリヒ・フォンヒューネはこの化石標本に対し、新たな属アルティスピナクスを創設した。属名はラテン語で「高い」を意味する「altus」とNeolatinで「棘を持つ」を意味する「spinax」から造語されていて、フォン・ヒューネがこの種のものであるとした高い神経棘のある胴椎の標本BMNH R1828から発想されたものである。タイプ種M. dunkeriは暗黙のうちに新しい名前の組み合わせAltispinax dunkeriとなったが、実際にはこの組み合わせは1923年の論文では使用されなかった。最初にこの組み合わせを実際に使用したのは1939年のオスカー・クーンである。1926年、フォン・ヒューネは通常の慣行に反して、椎骨がM. dunkeriの標本に属していることを示した上で、椎骨に基づいて再びアルティスピナクスを命名した。
1926年以降、アルティスピナクスは一般的に背中に帆のあるイギリスの恐竜とされるようになった。しかし、20世紀後半になってタイプ標本であるドイツで発見された歯の化石には属を識別する特徴が無く、椎骨と関連付けられる理由はなくアルティスピナクスは疑問名（nomen dubium）であると理解されるようになる。1988年、グレゴリー・S・ポールは一連の椎骨をこの種から分離し、アクロカントサウルスの種Acrocanthosaurus? altispinaxとした。疑問符が付いているように、ポール自身この属名は一時的なものと考えていた。そこで、1991年、ジョージ・オルシェフスキーは神経棘の長い椎骨にちなんで新属ベックレスピナクスとして命名した。
2000年、Oliver Wilhelm Mischa Rauhutは1923年のフォン・ヒューネによる命名はAltispinax dunkeriという組み合わせには言及しておらず、不正当であると推定し、1926年の命名が正当なものであり、椎骨に付与されたものだと考えた。そしてベックレスピナクスの名は余分なものであり、アルティスピナクスを維持した新しい組み合わせであるAltispinax altispinaxが椎骨の恐竜の名であるとした。
2016年、Michael Maischによりアルティスピナクスの複雑な分類史に関する論文が出版された。Maischによれば、ヒューネが最初にA. dunkeriを命名した際、意図的に椎骨が選択され、歯の化石は偶然同じ種名が命名されただけであり別々の動物に基づくものであると結論付けられた。この命名はICZNに従えば有効名であり、ベックレスピナクスはアルティスピナクスのシノニムとされるようになった。
アルティスピナクス属には他に4つの種が命名された。1923年、フォンヒューネは中足骨の標本BMNH R2559に基づく Megalosaurus oweni Lydekker 1889を改名しAltispinax oweniとした。1991年、オルシェフスキーはこの種を新属ヴァルドラプトルと命名した。1932年、フォン・ヒューネはMegalosaurus parkeri Huene 1923を改名しAltispinax parkeriとした。この種1964年に独自の属名があたえられ、メトリアカントサウルスとなった。

## 特徴
アルティスピナクスのホロタイプ BMNH R1828はおそらくヘイスティング層（en）の白亜紀前期、バランジュ期の地層から発見されたものである。標本は一連の3つの後部の胴椎で構成される。オーウェンはノジュールの中の2つの右側の肋骨と2つの連続した胴椎の椎体を報告している。オルシェフシキーはホロタイプは第8番、第9番、第10胴椎であると考えた。しかし、後の研究では第10、第11、第12であると推定されている。

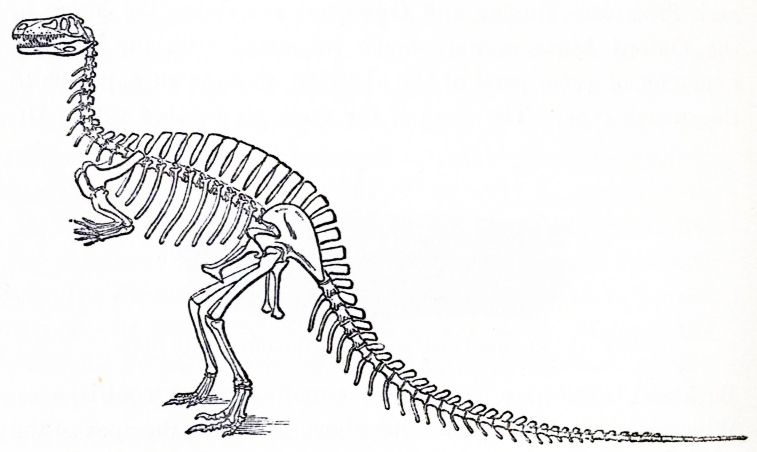
フォン・マイヤーによる長い神経棘を持つメガロサウルスの骨格復元図

ポールは1988年に A. altispinaxは体重で1 tで、体長は8 mほど推定したAcrocanthosaurus atokensisよりも小さいだろうと推定している。
サセックスで発見されたA. altispinaxの3つの胴椎の神経棘は約35 cmでイクチオヴェナトル（Ichthyovenator）のものとだいたい同じくらいの長さである。 これらの神経棘は上部の1/3に不規則なしわがある。ラルフ・モルナーによれば頭骨に近い側の2つの神経棘は強直もしくは癒合している。もう一つの椎骨は他の神経棘の2/3ほどの長さで、壊れているように見えるが、その一方で後半部分はギャップに向かって成長している。この事についてモルナーは背中のひだを損傷し、後に後側からふさがった結果であると説明している 。これに対して2003年、ダレン・ナッシュはギャップは自然なものであるという、違った解釈を示している。ナッシュは前側の2つの椎骨の強直を否定し、第11、第12胴椎の棘突起は上部で結合していたのだと気づいた。神経棘は横方向にさらに広がっていて幅は約55 mmである。ナッシュはさらに、オーウェンは神経弓の側面に大きなくぼみがある事に気づき、これが含気化によるものだと説明しており、これは初めて恐竜に含気化があることを明示したものだと指摘した。 しかし2006年、恐竜に含気構造があることは1837年にヘルマン・フォン・マイヤーにより竜盤目一般について述べられていたと報告された。2010年、たった2本の長い突起を持つ椎骨のみで構成された背中の隆起をもつコンカヴェナトル（Concavenator）が発見されたことで、アルティスピナクスの後方の短い棘突起も完全なものである可能性が実証された。

## 参照
1. ↑  http://archosaur.us/theropoddatabase/Neotheropoda.htm#Altispinaxdunkeri
2. ↑  http://www.dinodata.org/index.php?option=com_content&task=view&id=6014&Itemid=67
3. 1 2  Maisch, Michael W. (2016-05-01). “The nomenclatural status of the carnivorous dinosaur genus Altispinax v. Huene, 1923 (Saurischia, Theropoda) from the Lower Cretaceous of England” (英語). Neues Jahrbuch für Geologie und Paläontologie - Abhandlungen:  215–219. doi:10.1127/njgpa/2016/0576.
4. 1 2  Dames, W.B. (1885). "Vorlegung eines Zahnes von Megalosaurus aus den Wealden des Deisters", Sitzungsberichte der Gesellschaft naturforschender Freunde zu Berlin, Jahrbuch 1884, 36: 186-188
5. ↑  Koken, E. (1887). "Die Dinosaurier, Crocodiliden und Sauropterygier des Norddeutschen Wealden" [The dinosaurians, crocodylids and sauropterygians of the North German Wealden], In: Geologisch-Palaeontologische Abhandlungen 3(5): 311-419.
6. ↑  Lydekker, R. (1888). Catalogue of the Fossil Reptilia and Amphibia in the British Museum (Natural History), Cromwell Road, S.W., Part 1. Containing the Orders Ornithosauria, Crocodilia, Dinosauria, Squamata, Rhynchocephalia, and Proterosauria. British Museum of Natural History, London, 309 pages.
7. 1 2  Huene, F. von (1923). "Carnivorous Saurischia in Europe since the Triassic". Bulletin of the Geological Society of America, 34: 449-458.
8. ↑  Kuhn, O. (1939). Saurischia — Fossilium catalogus I, Animalia, Pars 87. 's-Gravenhage, W. Junk, 1939, 124 pages.
9. ↑  Huene, F. von (1926). "The carnivorous Saurischia in the Jura and Cretaceous formations, principally in Europe". Revista del Museo de La Plata. 29: 1-167.
10. ↑  Paul, G.S., 1988, Predatory Dinosaurs of the World. Simon & Schuster, New York 464 pp
11. 1 2  Olshevsky, G. (1991). A revision of the parainfraclass Archosauria Cope, 1869, excluding the advanced Crocodylia. Mesozoic Meanderings 2, 196 pp.
12. ↑  Rauhut, O.W.M. (2000). The interrelationships and evolution of basal theropods (Dinosauria, Saurischia). Ph.D. dissertation, University of Bristol, 440 pp.
13. ↑  Huene, F. von (1932). Die fossile Reptil-Ordnung Saurischia, ihre Entwicklung und Geschichte. Monographien zur Geologie und Palaeontologie, Series 1, vol. 4(1-2), 361 pages
14. ↑  Owen, R., 1856, Monograph on the fossil Reptilia of the Wealden Formation. Part IV. Palaeontographical Society Monographs 10, 26 pp
15. 1 2  Molnar, R. E., 2001, Theropod paleopathology: a literature survey: In: Mesozoic  Vertebrate Life, edited by Tanke, D. H., and Carpenter, K., Indiana University  Press, p. 337-363.
16. ↑  Paul, G.S., 1988, Predatory Dinosaurs of the World. Simon & Schuster, New York 464 pp
17. ↑  Allain, R., Xaisanavong, T., Richir, P. & Khentavong, B. 2012. "The first definitive Asian spinosaurid (Dinosauria: Theropoda) from the Early Cretaceous of Laos". Naturwissenschaften 99(5): 369-377
18. ↑  Naish, D., 2003, "A definitive allosauroid (Dinosauria; Theropoda) from the Lower Cretaceous of East Sussex", Proceedings of the Geologists’ Association 114: 319-326
19. ↑  Naish, Darren; Martill, David M. (2007). “Dinosaurs of Great Britain and the role of the Geological Society of London in their discovery: basal Dinosauria and Saurischia”. Journal of the Geological Society 164:  493–510. doi:10.1144/0016-76492006-032.
20. ↑  O’Connor, P.M. 2006. "Postcranial pneumaticity: an evaluation of soft-tissue influences on the postcranial skeleton and the reconstruction of pulmonary anatomy in archosaurs". Journal of Morphology, 267: 1199–1226
21. ↑  http://scienceblogs.com/tetrapodzoology/2010/09/09/concavenator-incredible-allosauroid/